# Абатството в дъбака
Абатството в дъбака (на немски: Abtei im Eichwald) е маслена живопис на Каспар Давид Фридрих. Нарисувана е между 1809 и 1810 г. в Дрезден и за първи път е показана заедно с картината Монах край морето в изложбата на Пруската академия на изкуствата през 1810 г. По искане на Фридрих Абатството в дъбака е окачена под Монах край морето. Тази картина е една от над двайсетте произведения на Фридрих, които включват гробища или гробове.
След изложбата и двете картини са закупени от крал Фридрих Вилхелм III за неговата колекция. Днес картините се намират една до друга в Старата национална галерия в Берлин.

## Описание
Група монаси, някои от които носят ковчег, се насочват към портата на разрушена готическа църква в центъра на картината. Само две свещи осветяват пътя им. Прясно изкопан гроб се показва от снега, в близост до който няколко кръста могат да бъдат забелязани. Тази долна трета от снимката е в тъмнина – само най-високата част от руините и върховете на безлистните дъбове са осветени от залязващото слънце. На небето се появява полумесец.